# 54
El año 54 (LIV) fue un año común comenzado en martes del calendario juliano, en vigor en aquella fecha.
En el Imperio romano, era conocido como el Acilio y Marcelo (o menos frecuentemente, año 807 Ab urbe condita). La denominación 54 para este año ha sido usado desde principios del período medieval, cuando el Anno Domini se convirtió en el método prevalente en Europa para nombrar a los años.

## Acontecimientos
- Claudio es asesinado por su esposa Agripina. Le sucede el hijo de esta, Nerón.[1]
- Es publicada la obra filosófica de Séneca.

## Fallecimientos
- 13 de octubre: Claudio, emperador del Imperio romano, probablemente envenenado por su mujer, Agripina.